# Parque Nacional de Canyonlands

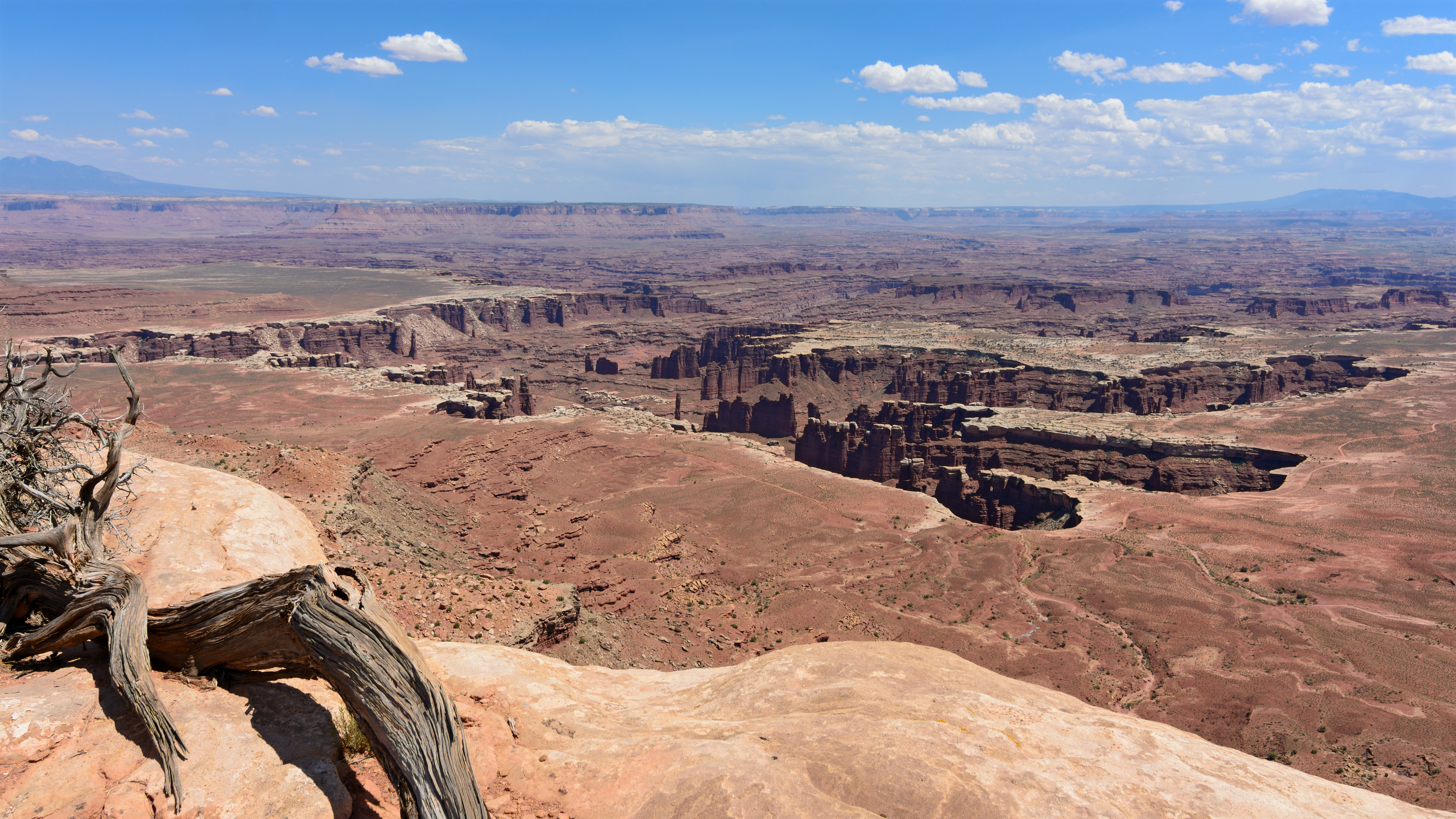
Mirante do Grand View Point, Parque Nacional de Canyonlands

Canyonlands National Park é um parque nacional norte-americano localizado no sudeste de Utah, perto da cidade de Moab. O parque preserva uma paisagem colorida erodida em numerosos cânions, mesas e buttes pelo rio Colorado, o rio Green e seus respectivos afluentes. A legislação que cria o parque foi sancionada pelo presidente Lyndon B. Johnson em 12 de setembro de 1964. 
O parque é dividido em quatro distritos: a Ilha no Céu, as Agulhas, o Labirinto e os rios combinados - o Verde e o Colorado - que esculpiram dois grandes cânions no Planalto do Colorado. Embora essas áreas compartilhem uma atmosfera primitiva do deserto, cada uma mantém seu próprio caráter. O autor Edward Abbey, um visitante frequente, descreveu os Canyonlands como "o lugar mais estranho, maravilhoso e mágico da Terra - não há nada parecido em qualquer lugar".

## História
No início da década de 1950, Bates Wilson, então superintendente do Monumento Nacional dos Arcos, começou a explorar a área ao sul e oeste de Moab, Utah. Depois de ver o que hoje é conhecido como o Distrito de Agulhas do Parque Nacional de Canyonlands, Wilson começou a defender o estabelecimento de um novo parque nacional que incluiria as Agulhas. Explorações adicionais de Wilson e outros expandiram as áreas propostas para inclusão no novo parque nacional para incluir a confluência dos rios Green e Colorado, o Maze District e o Horseshoe Canyon.
Em 1961, o secretário do Interior Stewart Udall estava programado para discursar em uma conferência no Parque Nacional do Grand Canyon. Em seu voo para a conferência, ele sobrevoou a Confluência (onde os rios Colorado e Green se encontram). A vista aparentemente despertou o interesse de Udall na proposta de Wilson para um novo parque nacional naquela área e Udall começou a promover o estabelecimento do Parque Nacional Canyonlands.
O senador de Utah, Frank Moss, introduziu pela primeira vez uma legislação no Congresso para criar o Parque Nacional Canyonlands. Sua legislação tentou satisfazer os interesses dos preservacionistas da natureza e dos desenvolvedores comerciais. Nos quatro anos seguintes, sua proposta foi derrubada, debatida, revisada e reapresentada ao Congresso muitas vezes antes de ser aprovada e sancionada em lei.
Em setembro de 1964, após vários anos de debate, o presidente Lyndon B. Johnson assinou Direito Público (Estados Unidos) 88–590, que estabeleceu o Parque Nacional Canyonlands como um novo parque nacional. Bates Wilson tornou-se o primeiro superintendente do novo parque e é muitas vezes referido como o "Pai das Canyonlands".

## Geologia

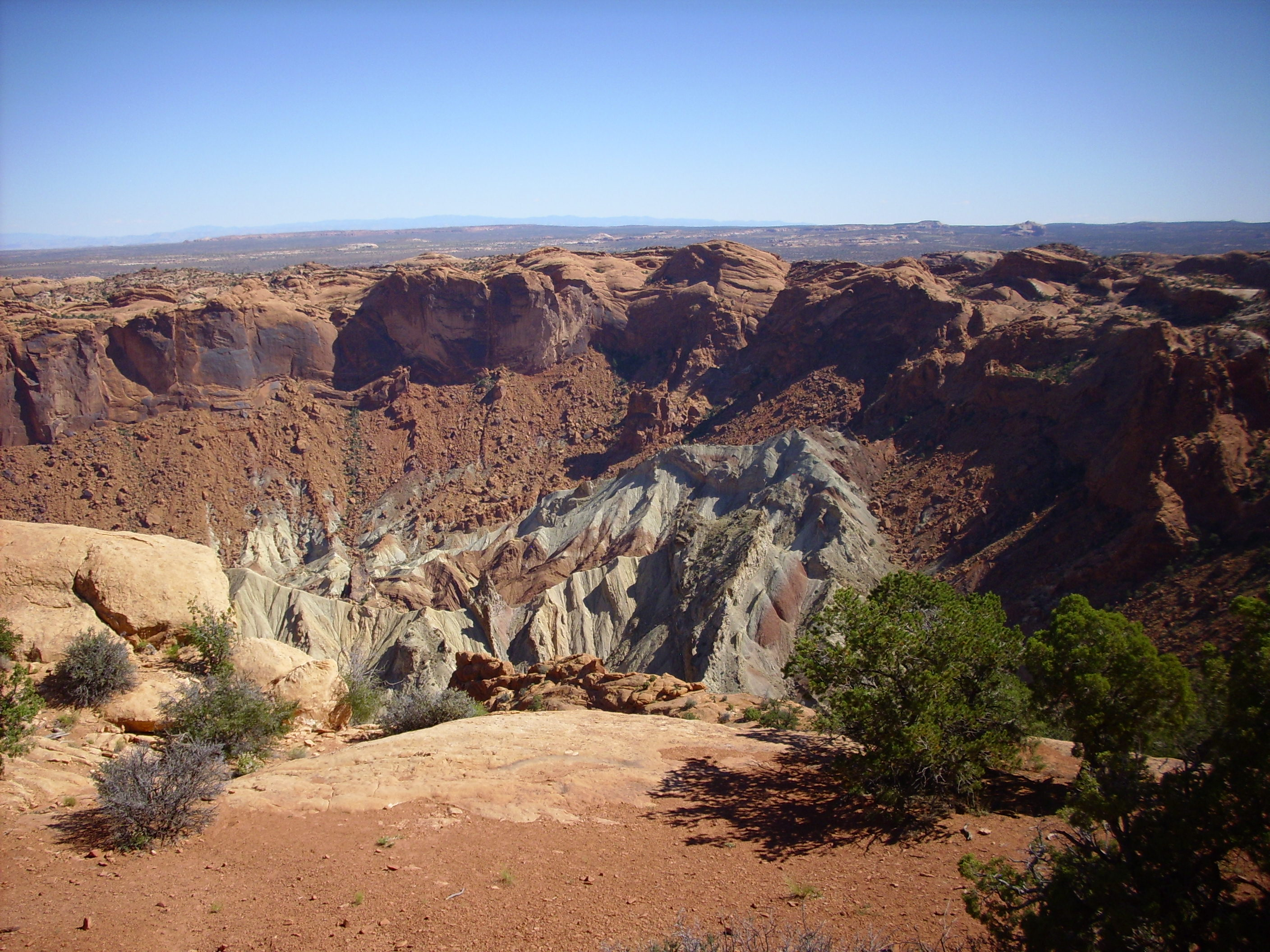
Upheaval Dome é uma estrutura de impacto, os restos mais baixos profundamente erodidos de uma cratera de impactor

Uma bacia de subsidência e uma cordilheira próxima (o Uncompahgre) existiam na área na época da Pensilvânia. A água do mar presa na bacia de subsidência criou depósitos espessos de evaporitos em Mid Pennsylvanian. Isso, juntamente com o material erodido da cordilheira próxima, tornou-se a Formação Paradoxal, ela própria parte do Grupo Hermosa. Os leitos de sal paradoxal começaram a fluir mais tarde na Pensilvânia e provavelmente continuaram a se mover até o final do Jurássico. Alguns cientistas acreditam que o Upheaval Dome foi criado a partir do movimento do leito de sal Paradox, criando uma cúpula de sal, mas estudos mais modernos mostram que a teoria do meteorito é mais provável de estar correta.
Um mar raso e quente voltou a inundar a região perto do final da Pensilvânia. Calcários ricos em fósseis, arenitos e xistos da Formação Honaker Trail de cor cinza resultaram. Seguiu-se então um período de erosão, criando uma quebra no registro geológico chamada de inconformidade. No início do Permiano, um mar avançando estabeleceu o Xisto Halgaito. As planícies costeiras mais tarde retornaram à área, formando a Formação Elephant Canyon.
Grandes leques aluviais encheram a bacia onde se encontravam as Montanhas Uncompahgre, criando os leitos vermelhos Cutler de arenito arkose rico em ferro. Barras de areia subaquáticas e dunas de areia na costa intercalaram com os leitos vermelhos e mais tarde se tornaram o penhasco de cor branca formando o arenito Cedar Mesa. Lamas oxidadas de cores vivas foram então depositadas, formando o Organ Rock Shale. Dunas costeiras e barras de areia marinha mais uma vez se tornaram dominantes, criando o Arenito da Orla Branca.

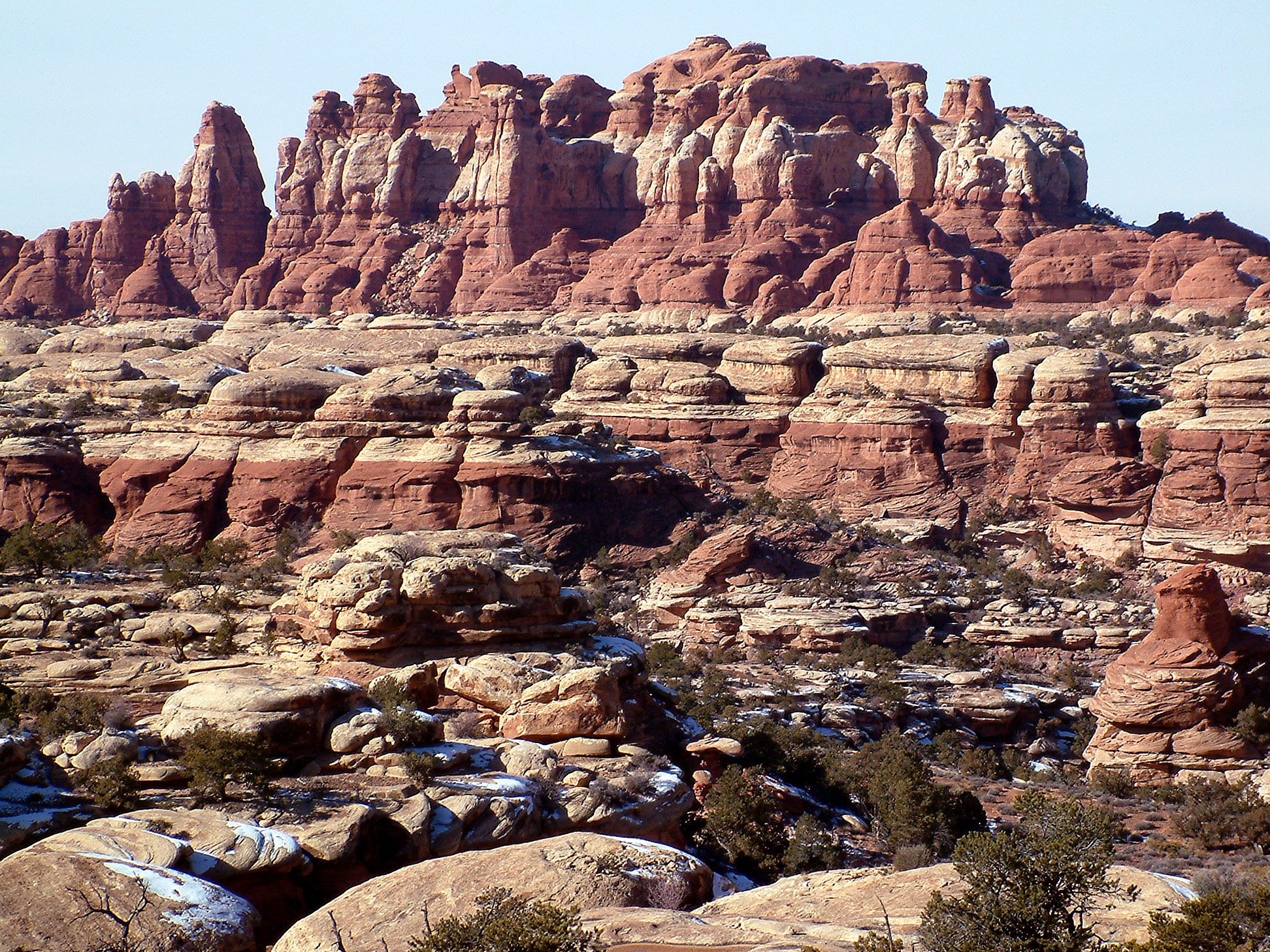
Formações rochosas no distrito de Needles

Uma segunda inconformidade foi criada depois que o mar Permiano recuou. Planícies de inundação em uma extensa planície cobriram a superfície erodida e a lama acumulada em planícies de maré, criando a Formação Moenkopi. A erosão voltou, formando uma terceira inconformidade. A Formação Chinle foi então colocada sobre esta superfície erodida.
Climas cada vez mais secos dominavam o Triássico. Portanto, a areia em forma de dunas de areia invadiu e se tornou o Arenito Wingate. Por um tempo, as condições climáticas tornaram-se mais úmidas e riachos cortaram canais através das dunas de areia, formando a Formação Kayenta. As condições áridas voltaram à região com uma vingança; um grande deserto se espalhou por grande parte do oeste da América do Norte e mais tarde se tornou o Arenito Navajo. Uma quarta inconformidade foi criada por um período de erosão.
Os lamaçais retornaram, formando a Formação Carmelo, e o Arenito de Entrada foi colocado em seguida. Um longo período de erosão destruiu a maior parte do Grupo San Rafael na área, juntamente com quaisquer formações que possam ter sido estabelecidas no período Cretáceo.

A orogenia Laramida começou a elevar as Montanhas Rochosas há 70 milhões de anos e, com ela, a região de Canyonlands. A erosão intensificou-se e quando o Canyon do Rio Colorado atingiu os leitos salgados da Formação Paradox os estratos sobrejacentes estenderam-se em direção ao cânion do rio, formando características como o Grabens.  O aumento da precipitação durante as eras glaciais do Pleistoceno acelerou a taxa de escavação dos cânions, juntamente com outras erosões. Tipos semelhantes de erosão estão em curso, mas ocorrem em um ritmo mais lento.